# Schlacht um Morotai
1942

Rabaul –
1. Salamaua-Lae –
Operation N –
Operation MO –
Korallenmeer –
Buna-Gona –
Kokoda Track –
Milne-Bucht –
Goodenough –
Buna-Gona-Sanananda –
Operation Lilliput 
1943

Wau –
Bismarcksee –
I –
2. Salamaua-Lae –
Chronicle –
Finisterre –
Cartwheel –
Bougainville –
Huon –
Neubritannien –
Bombardierung von Rabaul 
1944–1945

Admiralitätsinseln –
Emirau –
Take Ichi Konvoi –
Reckless –
Persecution –
Wakde-Sarmi –
Biak –
Noemfoor –
Driniumor –
Sansapor –
Morotai –
Aitape–Wewak

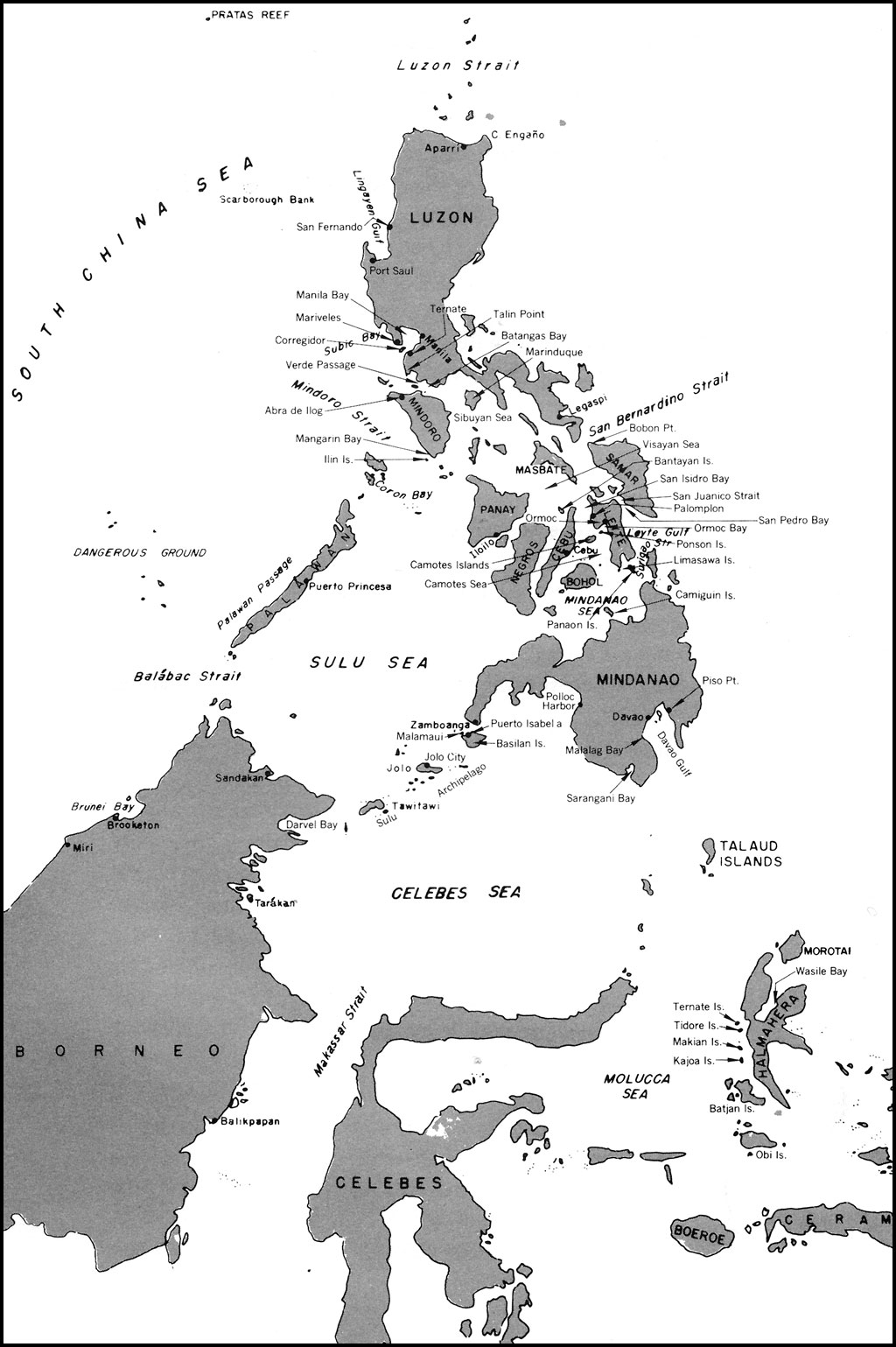
Das Kampfgebiet zum Vormarsch auf die Philippinen: Morotai und Halmahera am rechten, unteren Bildrand

Die Schlacht um Morotai, auch Operation Tradewind genannt, fand zwischen alliierten Truppen und Einheiten des japanischen Kaiserreichs zwischen dem 15. September und 4. Oktober 1944 im Pazifikkrieg während des Zweiten Weltkriegs statt. Versprengte japanische Soldaten sowie ein neu angelandetes Regiment wurden auf Morotai noch bis zum 14. Januar 1945 bekämpft.

## Vorgeschichte
Im Rahmen der Invasion Südostasiens nahmen japanische Einheiten Anfang 1942 auch die Insel Morotai, die zu Niederländisch-Ostindien gehörte, ein. Zu diesem Zeitpunkt spielte die Insel aber nur eine untergeordnete Rolle in ihren Planungen. Erst Anfang 1944 wurde sie für die Japaner zum ersten Mal wichtig, als sie begannen die benachbarte und etwas größere Insel Halmahera im Südwesten über die schmale Morotai-Straße als Mittelpunkt für die Verteidigung der südlichen Philippinen gegen die Alliierten auszubauen.
Das Oberkommando auf Halmahera lag bei General Anami Korechika der 2. Regionalarmee mit Sitz auf Celebes. Die 32. Division von Generalleutnant Ishii Nobuo landete im Mai 1944 auf Halmahera. Nach der Ankunft befahl Generalleutnant Ishii zwei Bataillone des 211. Regiments auf Morotai zu landen. Auf der Ebene von Doroeba begannen sie mit dem Bau einer Start- und Landebahn. Das Vorhaben musste jedoch aufgegeben werden, da der Boden sich als zu weich für Starts und Landungen erwies. Im Juli 1944 wurden die beiden Bataillone wieder zurück nach Halmahera beordert und die 2. Provisorische Sturmeinheit unter Major Kawashima Takenobu übernahm die Verteidigung Morotais.
Die Garnison auf der Insel bestand aus nicht mehr als 500 Mann der Armee und Männern der 26. Marinespezialbasis unter Konteradmiral Yokokawa Ichihei.
Takenobu ließ auf der Insel von seinen Männern zur Verteidigung und Verwirrung eines möglichen Angreifers mehrere leere Mannschaftslager und täuschend echte Maschinengewehrnester aufbauen. In den Lagern wurden von den Soldaten nachts Lichter entzündet, um Betriebsamkeit vorzutäuschen.

## Planung
Im Rahmen der Operation Cartwheel war die Eroberung des Gebiets um Sansapor und die Errichtung von Flugplätzen dort das letzte bedeutende Offensivunternehmen der Streitkräfte des Südwestpazifiks in Niederländisch-Neuguinea. Damit war die Kampagne in Neuguinea und auf den vorgelagerten Inseln strategisch, wenn nicht sogar taktisch, abgeschlossen. Das letztendliche Ziel der Alliierten, Mindanao in den Philippinen, war noch rund 1050 km entfernt. Dazwischen lagen japanisch dominierte Inseln und Seegebiete. Während der Sansapor-Operation hatten Truppen unter dem Kommando von Admiral Chester W. Nimitz die Besetzung der Marianen-Inseln abgeschlossen und begannen sich auf die Eroberung der Palau-Inseln und anderer Inseln in den westlichen Karolinen vorzubereiten.
Um die linke (Süd-)Flanke vor Luftangriffen zu schützen, die die Japaner von Ambon, Ceram und Celebes gegen alliierte Streitkräfte, die nach Mindanao vorrücken, durchführen würden, musste ein Luftwaffenstützpunkt zwischen der Vogelkop-Halbinsel und Mindanao errichtet werden. Dazu sah General Douglas MacArthur das Gebiet bei Halmahera als geeignet an. Zudem war ein Luftwaffenstützpunkt bei Halmahera nötig, um die Invasion von Mindanao von Land aus zu unterstützen, die MacArthur Mitte Juni 1944 vorläufig auf den 25. Oktober angesetzt hatte. Ein wichtiger Faktor bei der Auswahl eines Ziels in der Region Halmahera war die Reichweite von Sansapor aus. Zudem musste ausreichend Platz für den Ausbau des Flugplatzes und Ankerplatz für leichte Marineschiffe wie PT-Boote vorhanden sein. Schlussendlich sollte das Zielgebiet nicht von starken japanischen Einheiten besetzt sein, damit keine zu großen Streitkräfte eingesetzt werden mussten, um die Invasion von Mindanao nicht zu verzögern.
Gegen Ende Juli hatten MacArthur und Nimitz die Abfolge der Operationen im Südwest- und Zentralpazifik für die letzten Phasen bis zu Landung auf den Philippinen festgelegt. Der Zeitplan lautete wie folgt:
- 15. September – Morotai und die südlichen Palaus
- 5. Oktober – Yap[A 1] und das Ulithi-Atoll
- 15. Oktober – Die Talaudinseln[A 1]
- 15. November – Mindanao (in der Bucht von Sarangani[A 1])[6]

Für den 15. September waren neben der Landung auf Morotai die nachstehenden koordinierten Aktionen geplant:
1. Operation Stalemate II, die Schlacht um die Palau-Inseln (Landung auf Peleliu), 15. September bis 25. November 1944[7][8]
2. Operation Light: Unter Konteradmiral Clement Moody. Ziel war es, vom 16. bis 23. September 1944 Luftangriffe auf japanische Stellungen in Sigli, Nord-Sumatra, Indonesien, und Luftaufklärung über den Nikobaren durchzuführen.[7][9]

Der Morotai-Plan sah vor, dass im südwestlichen Teil der Insel ein etwa 25 Kilometer langer Verteidigungskreis um die Flugplätze besetzt werden sollte. An den Ufern sollten Radarstationen errichtet und ein starker Brückenkopf aufgebaut werden um japanischen Entlastungsangriffen von Halmahera aus entgegenwirken zu können. MacArthur war der Ansicht, dass nicht weniger als eine verstärkte Division und ein weiteres Regimentskampfteam erforderlich sein würden.
Für die Operation Tradewind wählte Generalleutnant Walter Krueger die 31st Infantry Division (der Großteil lag in Wakde-Sarmi, mit Ausnahme eines Regimentskampfteams in Aitape) und das 126. Regimentskampfteam der 32nd Infantry Division (ebenfalls in Aitape). Die 31. Division (jetzt als Tradewind Task Force bezeichnet) unter Generalmajor John C. Persons sollte die ersten Landungen durchführen. ALAMO Force Reserve für die Operation war die 6th Infantry Division (minus ein Regimentskampfteam) in Sansapor.
Generalleutnant Krueger hatte gehofft die gesamte TRADEWIND Task Force in der Maffin-Bucht bereitstellen zu können, doch durch die Überfüllung dort mit anderen Einheiten und die schlechten Verladebedingungen war dies nicht möglich. Daher wurde die Operation durch Generalleutnant Krueger und Konteradmiral Barbey aufgeteilt. Die 31. Division, abzüglich des 124. Regimentskampfteams, wurde in der Maffin-Bucht aufgestellt, wo auch etwa 1000 Mann der alliierten Luftstreitkräfte verladen wurden. Die meisten Luftwaffeneinheiten wurden in Hollandia oder Biak stationiert, während verschiedene Ingenieureinheiten in Hollandia, Aitape, der Maffin-Bucht, Sansapor und Finschhafen stationiert wurden.

## Die Landungsvorbereitungen

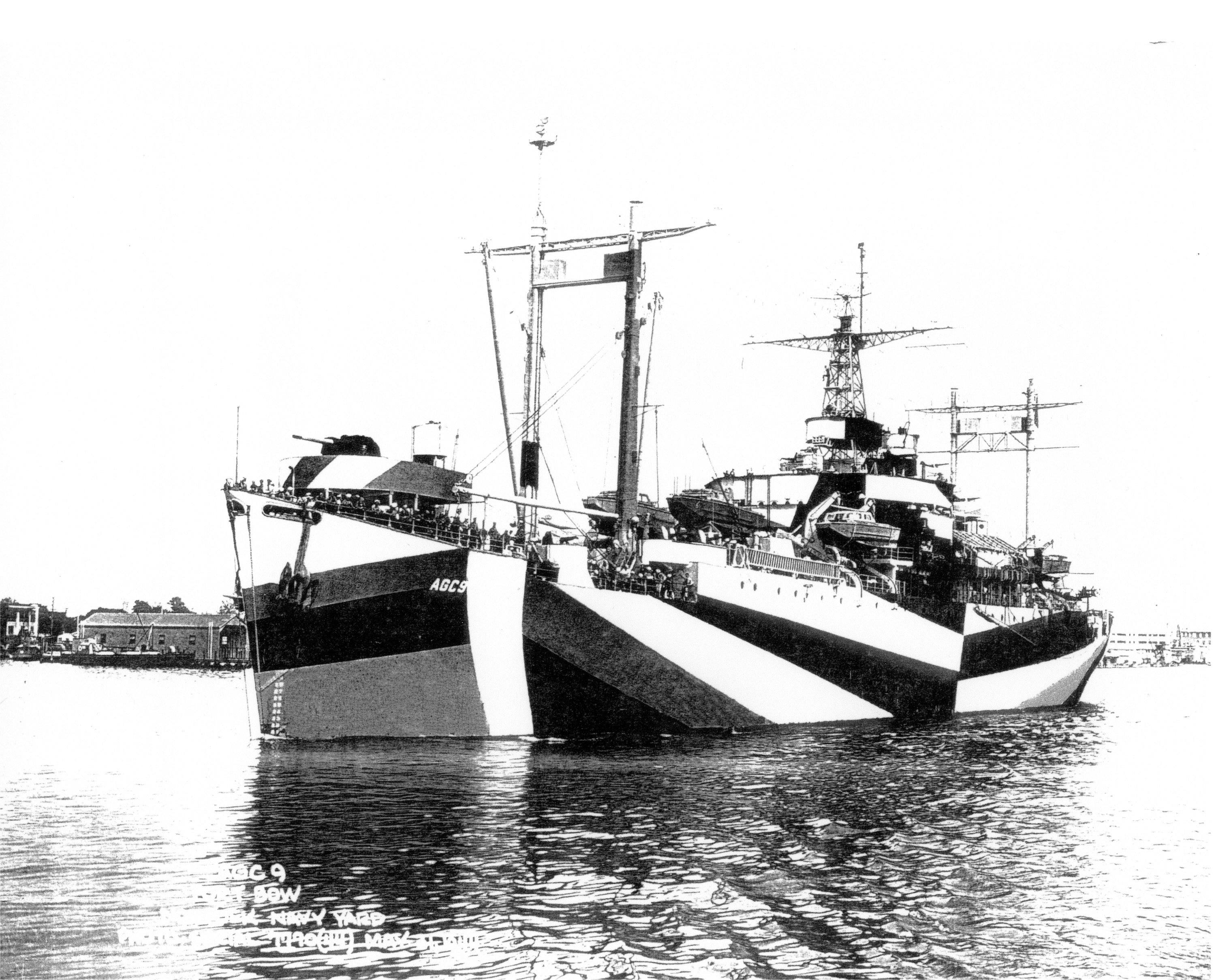
Die USS Wasatch, von der aus die Landungen geleitet wurden

Der Landungsverband der Seventh Amphibious Force (TF.77) lief am 10. September 1944 nach CTF 77 Operation Plan (8-44) von den Stützpunkten zur Landung auf Morotai aus. Die Landungen waren auf der Westseite der Gila-Halbinsel vorgesehen, damit die Unterstützungstruppen schnell mit den Arbeiten an den Flugplätzen im Norden beginnen konnten. Dazu wurden zwei Strände ausgewählt; White-Beach etwa auf halber Höhe der Halbinsel und Red-Beach gleich hinter der Nordspitze. Die angreifende Streitmacht bestand aus rund 28.000 Kampfeinheiten und etwas mehr als 40.000 Unterstützungstruppen.
Konteradmiral Barbey fuhr als Oberkommandierender des Unternehmens auf dem Führungsschiff Wasatch zum Ziel White. Konteradmiral Fechteler war der kommandierende Offizier für das Ziel Red und befand sich an Bord des Zerstörers Hughes. General MacArthur verfolgte die Landungen an Bord des Leichten Kreuzers Nashville.
Die komplette Landungsflotte bestand aus zwei australischen Einsatztransportern (APA), fünf amerikanischen Schnelltransportern (APD), 45 Panzerlandungsschiffen (LST), 24 Infanterielandungsbooten (LCI), 20 Panzerlandungsbooten (LCT) und einem Docklandungsschiff (LSD). Die Sicherungsgruppe bestand aus 24 Zerstörern, vier Fregatten, sechs Patrouillenbooten, zwei Transportern, vier Minensuchern sowie weiteren elf Landungseinheiten.
Als Deckungsgruppe und für die vorbereitende Beschießung der Ziele diente die TF.75 unter Konteradmiral Russell S. Berkey, aufgeteilt in zwei Task Forces. Die TG.75.1 mit den US-Kreuzern Phoenix, Boise und Nashville sowie den Zerstörern Hutchins, Beale, Bache, Daly, Abner Read und Bush. Und die TG.75.2 mit den australischen Kreuzern Australia, Shropshire und den Zerstörern Arunta, Warramunga, Mullany und Ammen.

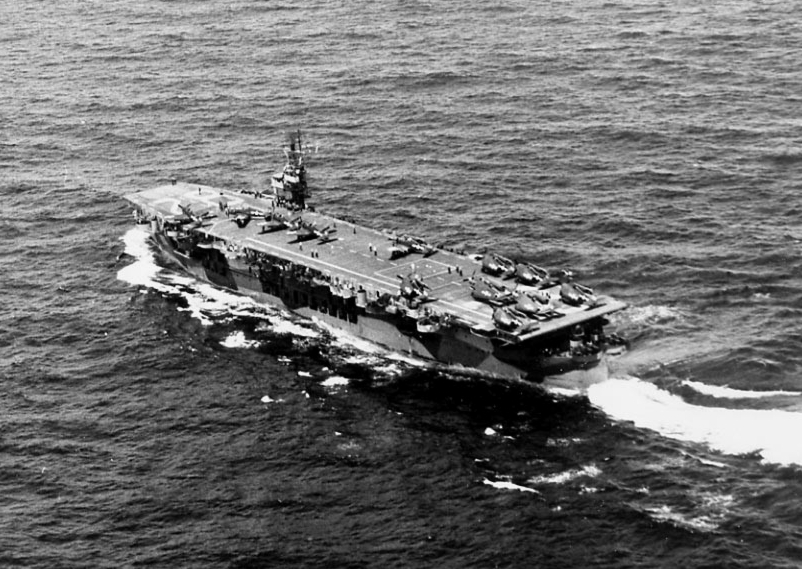
Der Geleitflugzeugträger Chenango

Luftunterstützung bekam die Operation durch die TG.77.1 unter Konteradmiral Clifton Sprague mit den Geleitträgern Sangamon, Suwanee, Chenango, Santee, Saginaw Bay und Petrof Bay mit weiteren acht Zerstörern als Deckung.
Der Plan sah für White-Beach die Landung der 124. Infanterie der 31. Division vor, die sich dann aufteilen sollte. Ein Bataillon für den Süden, um den Rest der Halbinsel zu sichern, und eines für den Nordosten, um die Nordküste der Potoe-Bucht zu erobern. Die 167. Infanterie der 31. Division sollte in der südlichen Hälfte von Red-Beach landen. Zwei Bataillone waren für das Vorrücken nach Osten vorgesehen um den japanischen Flugplatz einzunehmen, während der Rest eine Reserve bildete. Auf der nördlichen Hälfte von Red-Beach sollte die 115. Infanterie der 31. Division landen und dann nördlich des Flugplatzes vorrücken.
Am frühen Morgen des D-Day bombardierten landgestützte Bomber der Alliierten Luftstreitkräfte japanische Flughäfen auf der Insel Batjan südlich von Halmahera. Kreuzer und Zerstörer der Deckungsgruppe fuhren um 07:15 Uhr in die Galelabucht am nordwestlichen Ende von Halmahera ein, um feindliche Flugplatzanlagen und Bodenverteidigungen entlang der Ufer zu bombardieren. Der Beschuss dauerte etwa eine Stunde, wobei Gebäude und Versorgungsdepots in Flammen aufgingen und einige Truppen- und Frachtschiffe zerstört wurden. Anschließend überflogen Flugzeuge der Geleitträger Nord-Halmahera. Ab 09:00 Uhr übernahmen wiederum landgestützte Bomber die Aufgabe, die feindlichen Flugfelder in diesem Gebiet zu neutralisieren. Aufgrund dieser Aktionen kam tagsüber kein einziges japanisches Flugzeug in die Reichweite von Morotai.

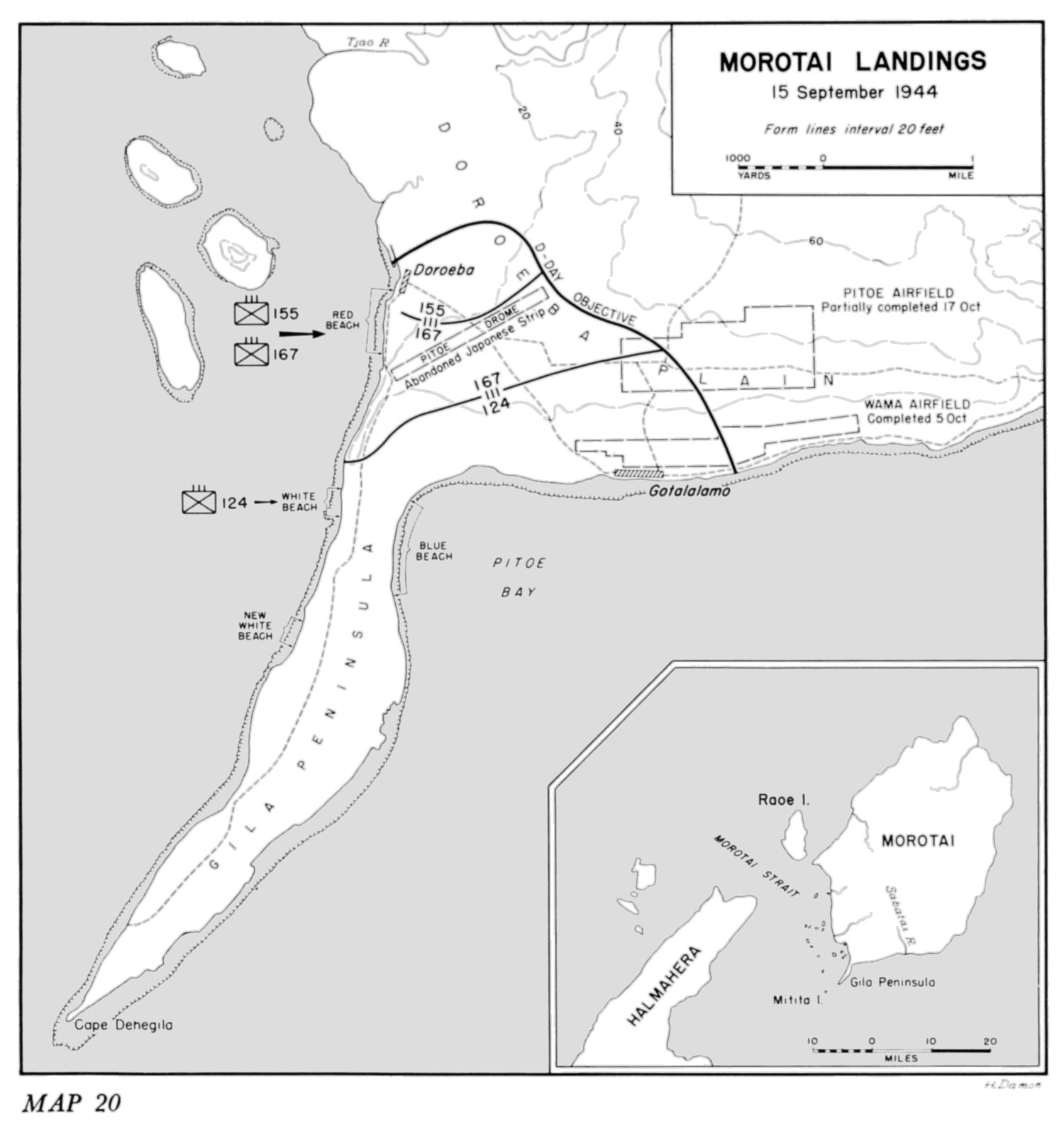
Die Gila-Halbinsel mit den Landestränden

Zwei Stunden vor Beginn der Landungen begann das Artilleriefeuer von See. Zwei Zerstörer öffneten das Feuer am Kap Dehegila an der Südspitze der Gila-Halbinsel und auf der Insel Mitita, etwa fünf Kilometer vom Kap entfernt, um die Anfahrt des Angriffskonvois nach Nordwesten durch die Meerenge zu decken. Eine Stunde lang, bis 20 Minuten vor den Landungen, wurden von zwei Schweren Kreuzern die Landungsstrände bombardiert. Danach begannen Kanonenboote ein dauerndes Sperrfeuer zu schießen. Währenddessen nahmen die Landungsboote ihre Positionen ein und bildeten die erste Welle, die sich auf Kurs zu den Stränden White und Red begaben.

## Die Landungen
Die LVTs  brachten am 15. September zwischen 8:30 Uhr und 9:00 Uhr die Truppen der 155. und 167. Infanterieregimenter zur Küste. Japanischen Widerstand gab es keinen, so dass die Angriffstruppen an Land schnell ihre taktischen Einheiten neu formieren konnten. Gemäß der ihnen zugewiesenen Missionen begannen sie sich landeinwärts oder entlang der Küste zu bewegen. Allerdings sollten sich die Bedingungen an den Stränden als das größte Hindernis erweisen.
Um das entscheidende Überraschungsmoment zu bewahren, hatten die Alliierten nur wenige Luftbildmissionen über die Insel unternommen. Eine Patrouille des Allied Intelligence Bureau war im Juni auf der Insel gelandet, aber die gesammelten Informationen wurden nicht an Generalleutnant Krueger weitergeleitet.

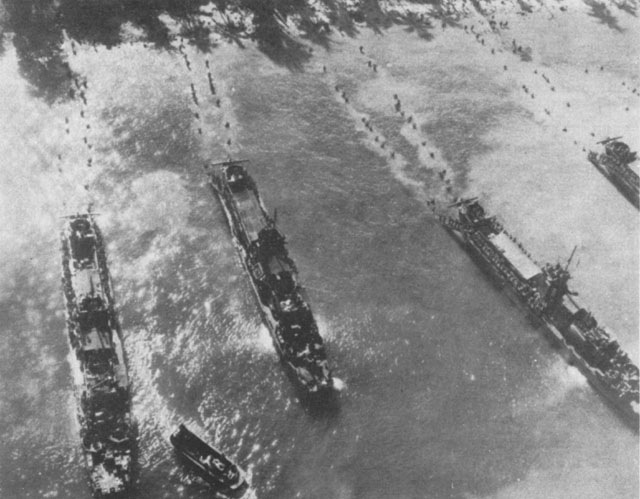
LCIs am Red-Beach. Deutlich ist der Abstand zur Strandlinie zu erkennen.

### Red-Beach
Die Bedingungen direkt vor der Küste und auch das Strandgelände am Red-Beach entsprachen überhaupt nicht den Erwartungen. Unter unzureichender Aufklärung wurde die Landung unter der Annahme geplant, dass sich der Red-Beach als 12 bis 15 Meter breit und aus festem Sand zusammengesetzt erweisen würde und dass das 100 bis 135 Meter breite, dem Strand vorgelagerte Riff, rau, aber fest und mit einzelnen Sandablagerung bedeckt sein würde.
Die erwarteten leichten Sandablagerungen erwiesen sich hauptsächlich als eine tiefe Mischung aus klebrigem Ton und Schlamm, von denen ein Großteil nur eine dünne Sandschicht aufwies. Die Küstenseite des Riffs war mit vielen losen Korallenblöcken bedeckt. Schließlich war der Strand selbst an einigen Stellen viel schmaler als erwartet; insbesondere bei Flut.
White-Beach sollte etwas schlechtere Konditionen bieten, was sich allerdings als zu optimistisch erwies.

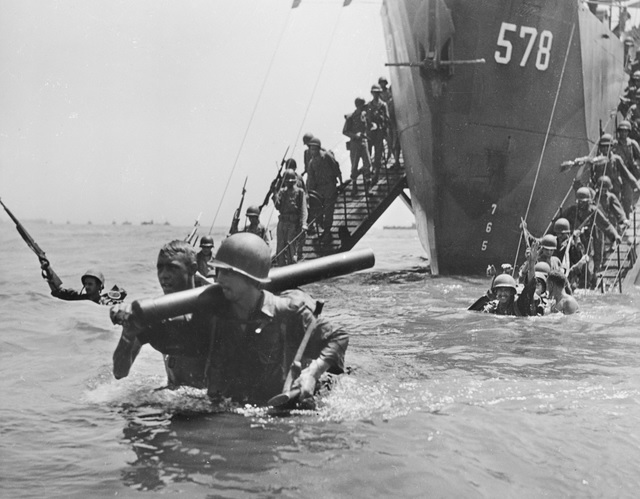
Durch tiefes Wasser an Land watende Soldaten

### White-Beach
Männer der 124. Infanterie mussten etwa achtzig Meter vor der Küste von den LCVPs vor dem Korallenriff aussteigen und dann durch bis zu 1,5 Meter tiefes Wasser zum White-Beach waten, wo die ersten Truppen um 8:31 Uhr an Land gemeldet wurden. Hier stellten sich dann vor allem Probleme beim Entladen der Landungsschiffe ein. Das schwere Gerät musste über das Riff an den Strand gebracht werden und sank schnell in den schlammigen Boden ein. Nach und nach füllte sich vor allem White-Beach mit mehr und mehr zu entladenden Schiffen. Eine Erkundungsgruppe entdeckte etwas später südlich eine bessere Strandstelle und so wurden die Schiffe dorthin umgeleitet.

#### New-White-Beach

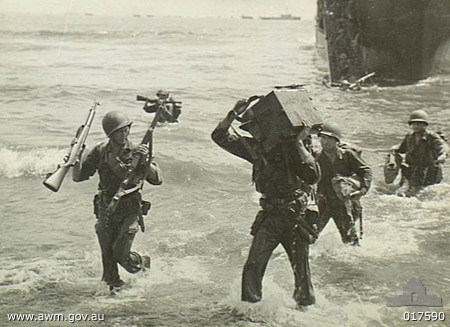
Am New-White-Beach gestalteten sich die Bedingungen besser, aber immer noch nicht optimal

New-White-Beach, wie das Gebiet benannt wurde, war besser zum Anlegen geeignet und auch das Riff erwies sich dort als ein kleineres Hindernis. Das erste LST legte um 09:30 Uhr am New-White-Beach an und bis zum Mittag wurden sechs LSTs entladen. Weitere Schiffe wurden von Red- und White-Beach umgeleitet und schnell entladen.
Da aber insgesamt an allen Stränden die Bedingungen immer noch nicht optimal waren, wurde eine weitere Erkundungsmannschaft über Land zur Ostseite der Gila-Halbinsel und zu den Ufern der Pitoe-Bucht ausgeschickt. Dort konnten sie einen ausgezeichneten LST-Anlegebereich ausmachen.

### Blue-Beach
Blue-Beach, wie der neue Standort genannt wurde, befand sich am oberen Ende der Gila-Halbinsel. Er hatte einen flachen Strand, obwohl es ungefähr zwanzig Meter vor der Küste ein flaches Korallenriff gab, vor dem LSTs bei Ebbe ankern mussten. Bei Flut konnten die LSTs jedoch anlanden und ihre Rampen fielen bis auf den Strand. Ab dem 16. September wurde Blue-Beach zum primären Entladeort für die LSTs.

### Fortschritte nach der Landung

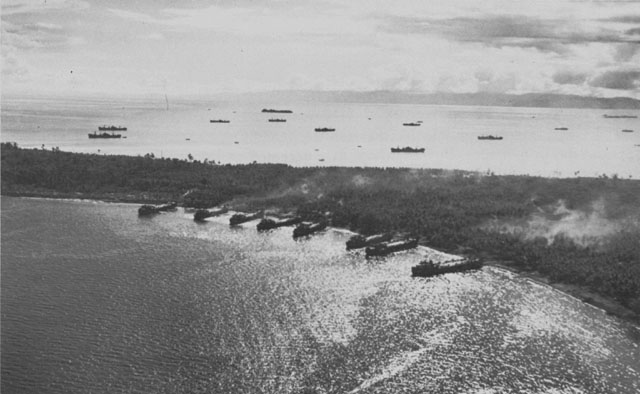
LSTs am Blue-Beach

Takenobus Einheit konnte der überwältigenden alliierten Streitmacht keinen Widerstand entgegensetzen. Daher zog sie sich gut geordnet ins Landesinnere zurück. Infolge der unerwartet schlechten Strandbedingungen war der Mangel an Widerstand für die US-Streitkräfte ein Glücksfall. Die 31. Division setzte am 16. September ihren Vormarsch ins Landesinnere fort und stieß weiterhin auf wenig Widerstand. Am Nachmittag dieses Tages konnte der geplante Bereich rund um das Flugfeld gesichert werden. Nach dem 16. September beschränkten sich die Kampfhandlungen auf Morotai auf Patrouillenaktionen, die darauf abzielten kleine japanische Gruppen zu jagen. Am 18. September unternahmen die Japaner einen erfolglosen Gegenangriff.
Die schnelle Trägergruppe konnte am 17. September für andere Aufgaben freigegeben werden, weil auf Morotai keine schwere Luftunterstützung benötigt wurde, da die bodengebundenen Luftabwehrgeschütze die wenigen anfliegenden japanischen Maschinen gut bekämpfen konnten. Nur die sechs Eskortträger blieben vorläufig als Unterstützung vor Ort, bis die ersten vier am 25. September und die letzten beiden am 4. Oktober freigegeben wurden.
Die zivilen Angelegenheiten auf Morotai regelte eine NICA-Abteilung (Netherlands Indies Civil Administration), die am D-Day an Land ging. Die Eingeborenen konnten schnell wieder unter niederländische Souveränität gebracht werden, da sie sich als freundlich und kooperativ erwiesen. Viele lieferten Informationen über japanische Stellungen auf Morotai und Halmahera, während andere als Führer für Patrouillen auf Morotai fungierten.
Wie die Japaner vor ihnen hatten auch die Amerikaner ein Problem bei der Anlage des Flugfeldes. Aber ihre Ingenieure stellten fest, dass im Pitoe-Gebiet eine Landebahn für Jagdflugzeuge gebaut werden konnte, dort allerdings der Bau einer Bahn für Bomber nicht möglich wäre. Für die Unterstützung nachfolgender Operationen war dies aber von größter Bedeutung, so dass eine Suche nach geeigneten Standorten begonnen wurde. Dieser wurde dann neben dem Strand im Dorf Gotalalamo an der Nordküste der Pitoe-Bucht östlich der Gila-Halbinsel gefunden. Am nächsten Tag wurde an dieser Stelle mit der Räumung begonnen und der dort letztendlich errichtete Flugplatz wurde als Wama Drome bezeichnet. In der Zwischenzeit wurden die Arbeiten am Standort Pitoe Drome fortgesetzt, der erst am 29. September für die Aufnahme von Kampfflugzeugen bereit war. Der Standort wurde schließlich aufgegeben und in den Status eines Notfallflugfeldes verwiesen, das als Pitoe Crash Strip bekannt wurde. Kurz nachdem die Landebahnen fertiggestellt worden waren flogen die ersten B-24 Liberator Bomber der 13. Air-Force Morotai an.
Es gab Hinweise, dass zwischen dem 15. September und dem 4. Oktober nicht mehr als drei oder vier Lastkähne der Japaner nach Morotai geschickt wurden. Zu diesem Zeitpunkt erklärte Generalleutnant Krueger die Morotai-Operation für beendet.

### Japanische Gegenoffensive
(oft auch Zweite Schlacht um Morotai genannt)
Im Schutz der Dunkelheit verlegten die Japaner Männer von Halmahera nach Morotai. PT-Boote der US Navy und andere kleine Fahrzeuge verursachten bei den Japanern zwar Verluste, aber im Dezember 1944 befand sich der Großteil des japanischen 211. Infanterieregiments unter Oberst Ouchi Kisou auf Morotai. Die Japaner sammelten ihre Streitkräfte in der Nähe des Hügels 40 (amerikanische Bezeichnung) und bis Mitte Dezember führten ihre Patrouillen immer wieder kleinere Angriffe auf die Amerikaner aus. Später entdeckte Dokumente zeigten, dass Kisou vorhatte, aus Hinterhalten im Dschungel auf der Gila-Halbinsel die amerikanischen Streitkräfte anzugreifen und in kleinen Einheiten zu isolieren, um dann die Kontrolle über die Landebahnen zu übernehmen.
Unterdessen waren zur Entlastung der 31. Division neue Truppen der 33. Division auf Morotai eingetroffen, drei Bataillone des 136. Infanterieregiments unter dem Kommando von Oberst Ray E. Cavenee. Diese konnten eine japanische Gegenoffensive am 26. Dezember verhindern, indem sie sich in zwei Gruppen landeinwärts bewegten. Ein Bataillon grub sich in Radja ein, während der Rest des Regiments zum Fluss Pilowo weiter zog. Die unterstützende Artillerie des Regiments, bestehend aus 105-mm-Haubitzen, setzte auf die Insel Ngelengele vor der Westküste von Morotai über.
Die schweren Lasten wie Maschinengewehre und Mörser machten den Marsch ins Landesinnere nicht leicht. Jede Viertelstunde tauschen die Soldaten die Last untereinander um nicht zu schnell zu erschöpfen. Nach einiger Zeit fielen im Landesinneren die Funkgeräte aus und die beiden Gruppen verloren den Kontakt miteinander. Als Ausweg erwies sich die Kommunikation über das Artillerie-Aufklärungsflugzeug als Vermittlungsstelle.
Am Fluss Pilowo stießen auf die kleine japanische Truppe, die aber schnell erfolgreich bekämpft werden konnte, so dass sie am 1. Januar 1945 den Fluss überqueren konnten.
Auf der anderen Flussseite hatten die Japaner eine stark ausgebaute Stellung errichtet, die aber frühzeitig von den Amerikanern entdeckt wurde. Zwei Infanteriebataillone, zwei Mörser und zwei oder mehr Maschinengewehre wurden dort ausgemacht. Am 3. Januar um 10:00 Uhr wurde ein Zangenangriff auf diese Stellung gestartet. Von Ngelengele aus beschoss die Artillerie die japanische Stellung. Die Amerikaner konnten mehr und mehr an Boden gewinnen, obwohl sie unter Scharfschützenfeuer aus getarnten Verteidigungsstellungen gerieten. Etwa 80 Meter vor der japanischen Hauptlinie wurde der Vormarsch für diesen Tag gestoppt.
Am Morgen des 4. Januar schoss die US-Artillerie wieder konzentriertes Feuer auf die feindlichen Stellungen und die Infanteristen begann nach Norden vorzurücken. Kurz darauf gerieten sie wieder unter Beschuss japanischer Scharfschützen aus den Bäumen und von Maschinengewehren aus dem Unterholz. Die unmittelbare Nähe der gegnerischen Kräfte schloss den Einsatz von Artillerie nun aus. In Einzelaktionen wurden die Scharfschützen lokalisiert und erschossen. Einzelne eingegrabene japanische Soldaten wurden flankiert und ihre Nester mit Handgranaten zerstört. Der Vormarsch der Amerikaner verlief nur langsam, bis sie sich gegen Abend der feindlichen Hauptposition näherten.
Die Unterstände der Japaner bestanden nur aus Gräben mit einer Holzverkleidung an der Front, hatten aber keine Überdachung und waren damit anfällig für Artilleriefeuer. Daher beschlossen die Amerikaner sich zurückzuziehen und forderten die Artillerie an, die die japanische Stellung schnell zerstörte.

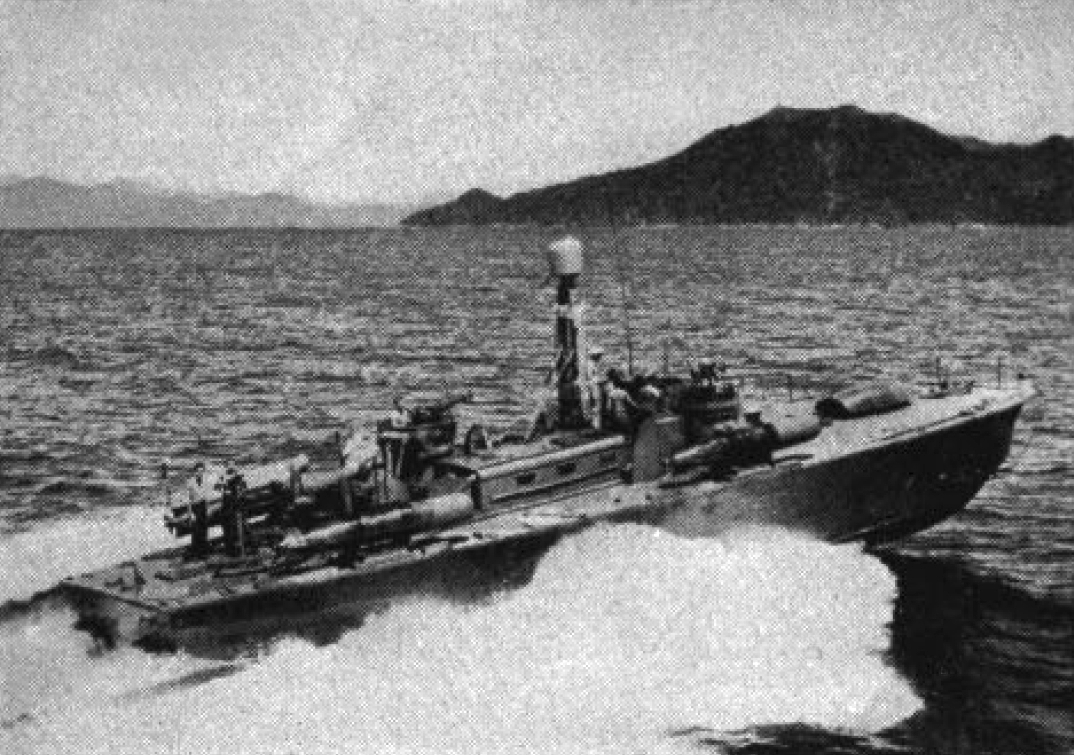
PT-Boot in schneller Fahrt

Die andere Kolonne der amerikanischen Offensive näherte sich währenddessen von Radja aus den japanischen Stellungen. Auf dem zehntägigen Marsch, bei dem sie sich mühsam den Weg durch den Dschungel bahnen mussten, kam es immer wieder zu Kämpfen mit japanischen Kräften. Obwohl sie es zu diesem Zeitpunkt nicht wussten, hatten die Männer, als sie in der Nähe von Hügel 40 ankamen, fast das gesamte 3. Bataillon des japanischen 211. Regiments eliminiert. Wie der amerikanische Geheimdienst später bekannt gab, war das japanische Bataillon für eine Sondermission nach Radja vom Regiment abgesetzt worden, um auf Verstärkungen aus Halmahera zu warten. Die japanischen Lastkähne wurden jedoch aufgebracht, nachdem es ihnen gelungen war durch die Linien der PT-Boote der Marine zu schlüpfen, und zusammen mit 50 Tonnen Nahrungsmitteln und Vorräten zerstört.
Da sich die Japaner durch die jetzt vor ihrer Hauptposition liegenden vereinten Bataillone in die Enge gedrängt fühlten, beschlossen einige von ihnen einen verzweifelten Ausbruch. Im Morgengrauen des 5. Januar griff eine kleine japanische Gruppe von etwa zehn Männern die rechte Flanke der amerikanischen Linie an. Die Angreifer wurden alle durch Schüsse niedergeworfen, noch bevor sie die amerikanischen Stellungen erreichen konnten, was den Angriff zu einem Fehlschlag machte.
Nach wiederholtem Artilleriefeuer griffen die drei Bataillone des 136. Regiments am 5. Januar um 07:00 Uhr das Gebiet von Hügel 40 an. Die erste amerikanische Welle erlitt dabei schwere Verluste, konnte jedoch zwei japanische Maschinengewehrstellungen mit Granaten räumen und ihren Vormarsch fortsetzen. Kurz darauf stürmten die Amerikaner die japanische Linie und übernahmen den Kommandoposten des 211. Regiments. Amerikanische Truppen des 1. und 2. Bataillons zogen weiter nach Norden über das Gebiet von Hügel 40 hinaus, um die flüchtenden Japaner zu verfolgen und Kontakt mit dem 3. Bataillon aufzunehmen, das während der letzten Schlacht von Norden her angriff. Gegen 14.00 Uhr konnte die Verbindung wieder hergestellt werden. Nur 40 Japaner flohen nach dem Sturz ihres Regimentskommandopostens erfolgreich aus dem Gebiet. Morotai galt ab dem 14. Januar 1945 vom japanischen Widerstand befreit. 870 Japaner waren gefallen und 10 gefangen genommen. Die Amerikaner verloren 46 Soldaten und hatten 104 Verwundete zu versorgen.

## Luftangriffe der Japaner auf Morotai

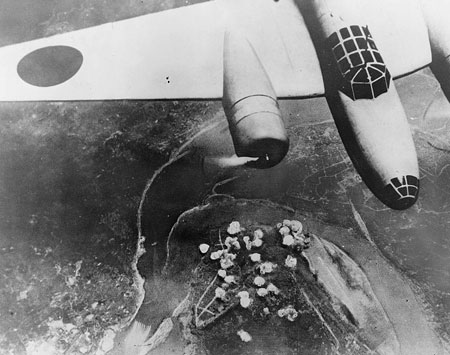
Japanischer Bomber wirft seine Last ab

Zwischen dem 15. September 1944 und dem 1. Februar 1945 flogen japanische Einsatzkräfte insgesamt 82 Luftangriffe gegen die Startbahnen auf Morotai. Radio Tokio nannte Morotai daher:

„Friedhof der 13. Air-Force“

Tatsächlich brachten die meisten Angriffe eher wenig Schaden, aber einige hatten katastrophale Auswirkungen. So bombardierten am 22. November 1944 vor Mitternacht zehn Ki-21-II Sallys der 12. und 14. Sentai Morotai. Sie zerstörten fünfzehn geparkte Flugzeuge und beschädigten acht. Dies war der Luftangriff mit den heftigsten Schäden des Krieges.

## Nach der Schlacht
Die Errichtung von Luft- und PT-Boot-Stützpunkten auf Morotai erforderte nicht die Räumung der gesamten Insel. So existierte bis Kriegsende eine japanische Garnison auf Morotai. Aufgrund der großen Anzahl von japanischen Einheiten auf Halmahera und deren anhaltenden Bemühungen die Garnison auf Morotai zu verstärken, mussten die PTs immer wieder Patrouilleneinsätze fahren, die weitaus länger andauerten als jede andere Basis im Südwestpazifik in Betrieb war. In den elf Monaten auf Morotai unternahmen die PTs fast 1300 Patrouillen und Spezialmissionen, zerstörten über 50 Lastkähne und 150 andere verschiedene Kleinboote, überfielen Stellungen der Japaner auf Halmahera und verhinderten so die Bemühungen Truppen der Morotai-Garnison zu versorgen oder zu evakuieren. Erst im August 1945 erfuhren die Besatzungen der PTs, dass sie fast ein Jahr lang 37.000 Japaner auf Halmahera „eingeschlossen“ hatten, was diese riesige Streitmacht neutralisierte, indem sie den Durchgang über die Morotai-Straße zwischen den beiden Inseln verweigerte.

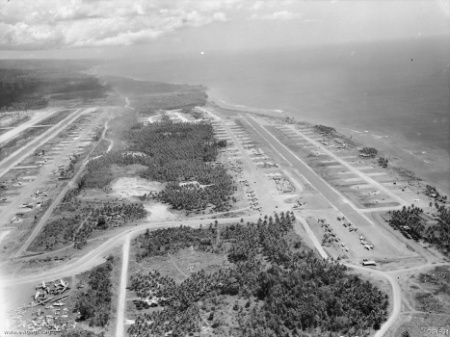
Der Flugplatz Wama im April 1945

Die neu angelegten Flugplätze auf Morotai waren die den Philippinen am Nächsten gelegenen und als die Alliierten am 25. Oktober 1944 auf Leyte landeten (→ Schlacht um Leyte) wurden von dort viele Bomber- und Jagdangriffe zur Unterstützung geflogen. Ab April 1945 war auf Morotai das I. Australische Korps stationiert um sich dort auf den Einsatz in Burma vorzubereiten. Am 9. September 1945 akzeptierte General Blamey die Übergabe der Zweiten japanischen Armee durch Generalleutnant Teshima Fusatarō bei einer Zeremonie auf dem Sportplatz des I. Korps auf Morotai.
Der letzte japanische Kämpfer auf Morotai ergab sich erst im Dezember 1974. Es war der aus Taiwan stammende Nakamura Teruo.